# Takeo Kamachi
Takeo Kamachi (蒲池 猛夫 (?); 20 marzo 1936 – 4 dicembre 2014) è stato un tiratore a segno giapponese.

## Palmarès

### Olimpiadi
- 1 medaglia:
  - 1 oro (Los Angeles 1984 nella pistola 25 metri)